# ウズベキスタンの人名
現代のウズベキスタンの人名は3つの部位に分かれる。個人名、ミドルネーム、家族名 (姓)である。しかし、実際に名前をフルネームで表記するのは公式文書やその他一部の場合のみであり、一般的な文書では個人名とミドルネームはイニシャルで表記し、家族名のみ正式名称で表記する形式が広く用いられている。

## 名前
現代のウズベキスタンの領域にはペルシア人やアラブ人、テュルク系民族、ウズベク人、ロシア人など歴史的に様々な民族が住み着いてきた。これに影響される形でウズベキスタンの人々の名前も世紀を経るに連れて変化してきているが、特にロシアとソビエト連邦の支配下にあった過去100年間によるロシア化の影響は大きく、この時期に現在の3つの部位で人名を表記する形式が形成された。
古代から現代まで使用されている個人名はウズベク人の人名学に則って名付けられているが、父親の名前や出生地の名前を取って名付けられていることもある。

### アラブ系の名前
8世紀にアラブ人がウズベキスタンを征服した際に名前として使われだした。中央アジアにおけるイスラム教支配は多くのムスリムの姓名を持ち込むこととなり、特にアラブ人、ペルシア人、ギリシア人 (イスカンダル) 、ヘブライ人の名前を起源とする名前が使用されるようになった。
- イブラヒム (Иброҳим, Ibrohim、ロシア語ではアフラーム)
- ユースフ (Yusuf)
- イスマイール (Ismayil、ロシア語ではイズマイール)
- イスハーク (Исҳак, Is'hak、ロシア語ではイサーク)
- ヤクブ (Ёқуб, Yoqub、ロシア語ではヤコフ)
- ユーヌス (Yunus、ロシア語ではヨナ)

イスラム教はテュルク系民族を起源とする名前よりも優勢となったが、テュルク系民族の名前が根絶されたわけではなかった。20世紀初頭時点において、ウズベク人の約5％がテュルク系民族由来の名前を使用していた。イスラム教由来の名前の多くは宗教的な考えやクルアーンの登場人物に基づいて名付けられている。一般的な名前としてはムハンマド (イスラム教の開祖ムハンマドに基づく)、ファーティマ (ムハンマドの娘)が使用されている。現在も広く使用されている名前には以下のものがある。
- ムハンマドカリーム (Мўҳаммадкарим, Mo'hammadkarim)
- テュルスンムラード (Тўрсунмўрад, To'rsunmo'rad)

また、名前の先頭にアブド (Abd、アラビア語で奴隷の意) を、後にアッラーフの99の美名を付加して「神の下僕」を表した名前も一般的である。
- アブドゥラシード (Абдурошид, Abduroshid) - 知識人の奴隷
- アブドゥラヒーム (Абдураҳим, Abdurahim) - 最も慈悲深き者の奴隷
- アブドゥッラー (Абдулло, Abdullo) - アッラーフの奴隷
- アブドゥラフマン (Абдураҳмон, Abdurahmon) - 全ての慈悲深き者の奴隷

また、名前の語尾に宗教や信仰を表す-din、もしくはアッラーフを表す-ullaが付いた名前も一般的である。
- ヌルディン (ヌルッディン、Нуруддин, Nuruddin) - 信仰の光
- サドルディン (サドルッディン、Саъдруддин, Sa'druddin) - 胸中の信仰
- サイフディン (サイフッディン、サイーフッディーン、Сайфуддин, Sayfuddin) - 宗教の剣
- イナヤトゥッラ (イナヤトゥッラー、Иноётулло, Inoyotullo) - アッラーフの慈悲
- ファトフッラ (ファトフッラー、Fatҳullo, Fathullo) - アッラーフの勝利

これらの名前は、元々は高官などの身分の高い人間が使用する名前だった。
宗教的な名前に加え、特別な意味を持つ以下の名前も使用されている。
- カリーム (カリム、Карим, Karim) - 寛容
- マジド (マジード、Мажид, Majid) - 高貴
- ウミード (ウミド、Ўмид, O‘mid) - 希望

高尚な考えや感情も名前に使用される。
- アダラト (Adolat) - 公正
- ムハバート (ムハッバト、(Мўҳаббот, Mo'habbot) - 愛

### ウズベク系の名前
ウズベク人系統の名前も残っており、いくつかの種類に分類される。
1. 強さ、勇気、美しさを願って名付けられた名前
- バティル (Ботир, Botir) - ヘーラクレース
- アルスラン (Арслон, Arslon) - 獅子[1]
- プラト (Пулот, Pulot) - 鋼
- ティムール (ティムル、Timur) - 鉄。テムル (Temur)も同様の意味[1]。
- クリチュ (Klich, Klich) - 剣
- クドラト (Qudrat) - 力[1]。
- グルチェヘラ (Ғўльчҳера, G‘o‘lchhera) - 花の容姿
- アルティングル (Олтингуль, Oltingul) - 黄金の花
- ナフィーサ (Nafisa) - 優雅[1]
- ディルバル (Dilbar) - 魅力的[1]
- パリザダ (Parizoda) - 妖精[1]

2. 英雄や伝説上の人物、歴史上の事物に由来する名前
- ルスタム (ウズベク語: Рўстом, Ro'stom)
- ユースフ (ユスフ、Юсуф, Yusuf)
- ファルハド (ファルハード、Фарҳад, Farhad)
- タヒル (ターヒル、Тоҳир, Tohir)
- シリン (Shirin) - 甘い[1]
- ズフラ (ズフラー、Зўҳро, Zo'hro)
- イスカンダル (Исқандар, Isqandar、アレクサンドロス3世に由来)
- ウルグベク (Улуғбек, Ulug'bek)

3. 植物、動物、鳥類、自然に由来する名前
- アルマ (Olma) - リンゴ
- チナラ (Chinara) - プラタナス
- ウルマン (Урмон, Urmon) - 森
- サリムサク (Sarimsok) - ニンニク
- ブリ (Buri) - オオカミ

4. 家庭用品に由来する名前
- バルタ (Bolta) - 斧
- テシャ (Tesha) - 包丁
- キリチュ (Kilich) - 剣
- ケトマン (Ketmon) - 鍬

5. 家族関係に由来する名前
- ジヤンバイ (Жиёнбой, Jiyonboy) - 姪
- トゥガイ (Тўғой, To'g'oy) - 外叔父
- ババジャン (Бобожон, Bobojon) - 祖父
- アナハン (Онахон, Onaxon) - 母

6. 場所名、民族名に由来する名前
- アルタイ (Олтой, Oltoy)
- カラタイ (Қоратой, Qoratoy)
- タシュケントブイ (Тошкентбўй, Toshkentbo'y)
- キルギズブイ (Қирғизбўй, Qirg'izbo'y)
- カザクブイ (Қозоқбўй, Qozoqbo'y)
- バルラス (Barlas)
- ナイマン (Наймон, Naymon)

3～6で挙げた名前は長きに渡り使用されておらず、現代ではめったに見られない。
ウズベク人の間では生まれた際に頭髪のある子供にはウルスという名前をつける事が多い。しかし、これを動機としない名づけ方もある。例えば、家族や親戚、部族などと対立する悪霊が付かないように、という願いを込める場合も使用される。
7. 子供を早くになくした家族では、次の子供が生まれる際にはそのような事態を避けられるよう願いを込めて以下の名前をつける。
- ウルマス (Улмос, Ulmos) - 不死
- トゥルスン (Тўрсун, To'rsun) - 残存
- トゥルガン (Тўрғон, To'rg'on) - 残存
- トゥフタ (Тўхто, To'xto) - 停止

伝説によると、家族に女子が多く男子を求める場合はウギライ (O'g'iloy、ウギルは息子を表す)、ウルジャン (Uljan、女子の後の男子)、キズラルバス (Kizlarbas、女子は十分) という名前を予め与えて望む性の子供が生まれるよう願いをかけたとされる。
8. 眼の色や痣など、生まれてきた子供の身体特徴によって名付けられた名前。
- ハルダル (Ҳолдор, Holdor)
- ハル (Хол, Xol)
- ハルムラド (Холмурод, Holmurod)
- ハルベク (Холбек, Holbek)

民間信仰によれば痣は吉兆を表し、子供の明るい将来を願って痣に関連する名前をつけると考えられる。
- タジベク (Тожибек, Tojibek)
- タジハン (Тожихон, Tojixon)

痣の比喩としてザクロを用いた次のような名前も使用される。
- ナルマト (Нормат, Normat)
- ナルバイ (Норбой, Norboi)
- ナルクル (Норкул, Norkul)

金髪や赤髪の子供が生まれた場合、比較的稀なケースであることから名前に反映させて名付ける場合がある。
- アクバイ (Акбай, Akbai、白)
- サリベク (Сарыбек, Sarybek) - 黄色

稀なケースとして、子供が5本以上の手指や足指をもって生まれてきた場合、追加を表す「アルティク」(Ortiq) や「ズィヤド」 (ズィヤード、Ziyod) に由来する名前を付ける場合がある。
- アルティカリ Ортикали, Ortikali)
- アルティグル Ортигуль, Ortigul)
- ズィヤド (Зиёд, Ziyod)
- ズィヤダ (Зиёда Ziyoda)

病弱な子供に対してはアチル (Очил, Ochil) という名前を付ける場合がある。これは両親が病気に罹らないよう願いを込めて名付ける名前である。アチルは「解放」や「自由」を意味し、病気からの解放を願う。
9. ブリ (Бури, Buri、オオカミ) の名前は生まれてきた子供に歯が生えていた場合に付けられる。また、臍の緒が切れていた場合にはバルタ (Болта, Bolta、斧)やテシャ (Теша, Tesha、包丁)、女性が自宅で出産した場合などはウラク (Урак, Urak、月) などの名前をつける。しかし、これらの名前は子供の健康を願って付けられる場合もある。
10. 自然現象や事物、状態、職業、数字などに由来する名前も存在するが、異なる意図を持って名付けられた名前も存在することに注意する必要がある。これらの事物に由来する名前は以下のとおり。
- 男性
  - バイ (бой, Boy) - 王子、ベク (Бек, Bek)と同義。
  - ダスト (дост, Dost)) - 友情
  - ヤル (ёр, Yol) - 仲間
  - ザファル (Зафар, Zafar) - 勝利
  - ベルディ (берди, Berdi) - 与えられた
  - タシュ (тош, Tosh) - 石。タシュケント (石国) の語源。
  - ズムラド (Zumrad) - エメラルド
  - スフラーブ (スフラブ、Sukhrob) - ルビー
  - フィルーザ (Firuza) - トルコ石
  - ドゥルダナ (Durdona) - 真珠
  - ザリナ (Zarina) - 金装飾
  - クムシュ (Kumush) - 銀
  - ケルディ (келди, Keldi) - 来る
  - ジャン (жон, Jon) - 魂

- 女性
  - グル (гуль, Gul) - 花
  - ローラ (Lola) - チューリップ[1]
  - ニルファル (Nilufar) - 蓮[1]
  - アイ (ой, Oy) - 月
  - アク (ок, Ok) - 白
  - ヌル (нур, Nur) - 光
  - アイム (оим, Oim) - 美
  - ブヴィ (буви, Buvi) - 祖母
  - ニサ (ниса, Nisa) - アラビア語に起源を持つ、温和を表す語尾

10で挙げた名前の多くは国内で広く使用されている名前である。加えて、農家の子供にはバイやベク、ミルザ、スルタンなどの名前が付けられる場合がある。同時に、過去の貴人にあやかった名前を付ける場合、一般人であることを表すため原則として語尾を付加した名前をつけることはしない。現代以前は地域ごとに名前に特徴が存在していたが、既に地域ごとの特徴は失われつつある。